# 氯酸鋰
氯酸鋰是一種無機化合物，屬於氯酸鹽，為一種鹽類，其化學式為LiClO3。氯酸鋰是一種氧化劑，在高溫下則是強氧化劑。

## 制備
由碳酸鋰和氯酸反應制得.
Li2CO3 + HClO3 → 2LiClO3 + CO2↑
此外，也可從硫酸鋰和氯酸鋇進行化學合成
Li2SO4 + Ba(ClO3)2 → LiClO3 + BaSO4↓

## 反應
2LiClO3 → 2LiCl + 3O2↑
4LiClO3 → LiCl + 3LiClO4

## 用途
氯酸鋰用在火箭推進劑的氧化劑。